# The New Classic
| Совокупная оценка | Совокупная оценка |
| Источник          | Оценка            |
| ----------------- | ----------------- |
| Metacritic        | (58/100)          |
| Оценки критиков   |                   |
| Источник          | Оценка            |
| AllMusic          | [ 3 ]             |
| Exclaim!          | 6/10              |
| The Guardian      | [ 5 ]             |
| Hot Press         | [ 6 ]             |
| The Independent   | [ 7 ]             |
| NME               | 4/10              |
| Rolling Stone     | [ 9 ]             |
| Slant Magazine    | [ 10 ]            |
| Spin              | 4/10              |
| XXL               | (L)               |

The New Classic (с англ. — «Новая классика») — дебютный студийный альбом австралийской хип-хоп исполнительницы Игги Азалии выпущенный 27 апреля 2014 года на лейбле Island Records. О намерении выпустить данный альбом Азалия упомянула ещё в декабре 2011 года после выхода своего дебютного микстейпа Ignorant Art (2011). Выпуск пластинки планировался на июль 2012 года, после подписания исполнительницей контракта с Interscope Records, однако вместо этого Игги подписалась на лейбл Grand Hustle и выпуск был перенесён на 2013 год. Лид-сингл «Work» был выпущен 17 марта 2013 года и пикировал на 17 строке UK Singles Chart. Второй сингл «Bounce» вышел 24 мая 2013 года и достиг 13 строчки Британского чарта. Релиз третьего сингла «Change Your Life» записанного при участии американского рэпера T.I. состоялся 12 сентября 2013 года. Он достиг 10 строчки в Британии, а также участвовал в чартах Австралии, Новой Зеландии и США. Четвёртый сингл «Fancy», записанный совместно с британской певицей Charli XCX, вышел 17 февраля 2014 года и сумел войти в пятёрку UK Singles Chart а также лидировал в американском Billboard Hot 100 на протяжении 7 недель подряд.

## Создание и Выпуск
О намерении выпустить свой дебютный альбом Игги Азалия упомянула в декабре 2011 после выпуска своего дебютного микстейпа «Ignorant Art» и загрузки на YouTube видео на провокационную песню «Pu$$y». Позже выпуск был назначен на июль 2012 года. Тогда предполагалось, что Игги подпишет контракт с Interscope, но как раз в это время Азалия сблизилась с американским рэпером T.I. и вместо этого подписалась на его лейбл Grand Hustle. После этого Игги выпустила бесплатные EP «Glory» и микстейп «TrapGold», а выпуск альбома теперь намечался на 2013 год. В записи альбома приняли участие такие исполнители как T.I., Charli XCX, Рита Ора, Watch The Duck и Mavado. Выпуск альбом все же состоялся не в 2013 году а в 2014 и не на Grand Hustle, а на Island Records. Предзаказ альбома в магазине iTunes открылся 10 марта, а также стал доступен для скачивания трек «Impossible is Nothing». Официально The New Classic поступил в продажу 21 марта в Великобритании, 22 в США и 25 в Австралии.

## Композиция
The New Classic Выдержан в стилях Hip-hop, EDM (Electronic Dance Music) и Trap. В одном из интервью Игги рассказала, что альбом будет схож с микстейпом «TrapGold», содержать элементы Электроники и в нём она будет рассказывать своим слушателям историю своей жизни, как она выразилась «Многие не читают мои интервью, поэтому я собираюсь рассказать об этом в моей музыке». Также в интервью музыкальному журналу Billboard Азалия описала альбом как «довольно электронный, как смесь Мумбатона с Хип-хопом».

## Синглы
Лид-синглом альбома стала песня «Work», она была выпущена 17 марта 2013 года. Песня была спродюсирована 1st Down и The Invisble Man.Сингл не имел особого коммерческого успеха и вошёл в двадцатку UK Singles Chart и тройку UK R&B Chart, а также поучаствовал в чартах Австралии, Новой Зеландии, Ирландии и Шотландии. Видео на «Work» было снято в последнюю неделю февраля 2013 года, а премьера на канале VEVO состоялась 13 марта. Режиссёрами клипа выступили Jonas & Francois. В 2014 году, после выхода The New Classic, «Work» начал набирать популярность в Америке. Спустя год после релиза, «Work» дебютировал в главном сингловом чарте Америки Billboard Hot 100 и добрался до 63 позиции и 18 позиции в Hot R&B/Hip-Hop Songs.
Второй официальный сингл «Bounce» был выпущен 24 мая 2013 года. Видео было снято в городе Мумбаи, Индия в апреле 2013 года, а премьера на VEVO состоялась 6 мая. «Bounce» был выпущен синглом только в Европе и Австралии и пикировал на 13 строчке Британского синглового чарта.
Третьим синглом стала песня «Change Your Life» записанная при участии T.I.. Премьера песни состоялась на BBC Radio 1Xtra 19 августа 2013 года. Премьера в iTunes состоялась 13 октября. «Change Your Life» пикировала на 10 строчке в Британии. Это была первая песня исполнительницы, вошедшая в топ-10 в UK Singles Chart.
5 декабря 2013 в сеть утекла незаконченная песня Азалии под названием «Leave It» с тегом «produced by DJ Mustard». 5 февраля Игги сказала, что собирается выпустить новый сингл «Fancy» записанный совместно с Британской певицей Charli XCX. Премьера сингла состоялась BBC Radio 1 Xtra at 7PM GMT 6 февраля. «Leave It» легла за основу «Fancy». Для цифрового скачивания песня стала доступна 17 февраля 2014 года. Видео было выпущено 4 марта.
Пятым и заключительным синглом альбома стала песня «Black Widow», записанная при участии американской певицы Риты Оры. Песня была написана певицей Кэти Перри и предназначалась для её третьего студийного альбома Prism, но не вошла в окончательный трек-лист. Тогда Перри представила её Азалии и предложила доработать её. Релиз сингла состоялся 8 июля 2014 года. Он стал международным хитом и добрался до третьей строчки чарта Billboard Hot 100, став третьим крупным хитом Игги после «Fancy» и «Problem». Мировые продажи сингла составляют более восьми миллионов копий.

## Коммерческий успех
The New Classic дебютировал на 3 строчке Billboard 200 c продажами в 52 000 на территории США, а также возглавил Billboard Hot R&B Albums и Hot Rap Albums. По состоянию на 29 июня 2014 года продажи альбома в США превышают 220 000 копий. Также The New Classic дебютировал на 5 строчке Британского альбомного чарта, и на 2 в Австралии и Канаде.

## Список композиций
| №   | Название                              | Автор(ы)                                                                                | Продюсер (ы)                 | Длительность |
| --- | ------------------------------------- | --------------------------------------------------------------------------------------- | ---------------------------- | ------------ |
| 1.  | «Walk the Line»                       | Amethyst Kelly Kurtis Mckenzie George Astasio Jon Shave Jason Pebworth Jon Turner       | The Invisible Men The Arcade | 3:38         |
| 2.  | «Don't Need Y'all»                    | Turner Jon Mills Shave Pebworth Astasio Kelly                                           | The Invisible Men The Arcade | 3:33         |
| 3.  | «100» (при участии Watch The Duck)    | Kelly Clifford Harris O. White Jesse Rankins Eddie Smith III Johnathan Wells            | Watch The Duck               | 4:09         |
| 4.  | «Change Your Life» (при участии T.I.) | Kelly Natalie Sims Raja Kumari Nasri Atweh Adam Messinger Lovy Longomba Clifford Harris | The Messengers               | 3:40         |
| 5.  | «Fancy» (при участии Charli XCX)      | Kelly Charlotte Aitchison Astasio Pebworth Shave Mckenzie                               | The Invisible Men The Arcade | 3:19         |
| 6.  | «New Bitch»                           | Shave Sims Pebworth Astasio Joey Dyer Kelly                                             | The Invisible Men Dyer       | 3:37         |
| 7.  | «Work»                                | Kelly Sims Markous Roberts Pebworth Astasio Shave                                       | 1st Down The Invisible Men   | 3:43         |
| 8.  | «Impossible Is Nothing»               | Mills Kelly Mckenzie Dyer Astasio Shave Pebworth Gabriel Yared                          | The Invisible Men The Arcade | 3:10         |
| 9.  | «Goddess»                             | Shave Pebworth Astasio Turner Kelly Mills Frank Farian                                  | The Invisible Men The Arcade | 3:10         |
| 10. | «Black Widow» (при участии Риты Оры)  | Tor Erik Hermansen Mikkel Storleer Eriksen Benjamin Levin Katy Perry Sarah Hudson Kelly | StarGate                     | 3:29         |
| 11. | «Lady Patra» (при участии Mavado)     | Mavado Shave Turner Pebworth Astasio Kelly Mckenzie Rock City Daler Mehndi              | The Invisible Men The Arcade | 3:56         |
| 12. | «Fuck Love»                           | Turner Mills Rock City Shave Pebworth Astasio Kelly                                     | The Invisible Men The Arcade | 2:39         |

| №   | Название      | Автор(ы)                                                                                | Продюсер(ы)                     | Длительность |
| --- | ------------- | --------------------------------------------------------------------------------------- | ------------------------------- | ------------ |
| 13. | «Bounce»      | Mark Orabiyi Oladayo Olatunji Sims Kelly Mark Hadfield Mike Di Scala Jochem George Paap | Reeva & Black                   | 2:47         |
| 14. | «Rolex»       | Kelly Astasio Pebworth Shave Mckenzie                                                   | The Invisible Men The Arcade    | 3:23         |
| 15. | «Just Askin'» | Shave Sims Pebworth Astasio Kelly Ryan Woodcock Roberts                                 | The Invisible Men WoodysProduce | 2:58         |

| №   | Название                                   | Автор(ы)                                           | Продюсер(ы)                              | Длительность |
| --- | ------------------------------------------ | -------------------------------------------------- | ---------------------------------------- | ------------ |
| 16. | «Fancy (GTA Remix)» (featuring Charli XCX) | Kelly Aitchison Astasio Pebworth Shave Mckenzie    | The Invisible Men The Arcade GTA (remix) | 4:12         |
| 17. | «Bounce (Jester Remix)»                    | Orabiyi Olatunji Sims Kelly Hadfield Di Scala Paap | Reeva & Black Jester (remix)             | 2:40         |

## Чарты
| Чарты (2014)                           | Высшая позиция |
| -------------------------------------- | -------------- |
| Австралия (ARIA)                       | 2              |
| Австралия Urban Albums (ARIA)          | 1              |
| Бельгия/Фландрия (Ultratop)            | 48             |
| Бельгия/Валлония (Ultratop)            | 65             |
| Канада (Canadian Albums Chart)         | 2              |
| Дания (Hitlisten)                      | 29             |
| Нидерланды (Album Top 100)             | 58             |
| Финляндия (Suomen virallinen lista)    | 24             |
| Франция (SNEP)                         | 99             |
| Германия (Offizielle Top 100)          | 83             |
| Ирландия (IRMA)                        | 13             |
| Новая Зеландия (RMNZ)                  | 3              |
| Норвегия (VG-lista)                    | 6              |
| Шотландия (Scottish Albums Chart)      | 6              |
| Швеция (Sverigetopplistan)             | 12             |
| Великобритания (UK Albums Chart)       | 5              |
| Великобритания (UK R&B Albums Chart)   | 1              |
| США (Billboard 200)                    | 3              |
| США (Billboard Top R&B/Hip-Hop Albums) | 1              |
| США (Billboard Top Rap Albums)         | 1              |

| Чарты (2014)                           | Высшая позиция |
| -------------------------------------- | -------------- |
| Австралия (ARIA)                       | 43             |
| Австралия Urban Albums (ARIA)          | 6              |
| Канада (Billboard)                     | 35             |
| Швеция (Sverigetopplistan)             | 80             |
| США Billboard 200                      | 42             |
| США Top R&B/Hip-Hop Albums (Billboard) | 9              |
| США Top Rap Albums (Billboard)         | 3              |
| Чарты (2015)                           | Высшая позиция |
| США Top R&B/Hip-Hop Albums (Billboard) | 54             |

| Чарты (2010–19)                        | Высшая позиция |
| -------------------------------------- | -------------- |
| США Top R&B/Hip-Hop Albums (Billboard) | 38             |

## Сертификации
| Регион | Сертификация  | Продажи   |
| --- | ------------- | --------- |
| Австралия (ARIA) | Золотой       | 35 000^   |
| Канада (Music Canada) | Золотой       | 40 000^   |
| Великобритания (BPI) | Золотой       | 100 000   |
| США (RIAA) | 2× Платиновый | 2 000 000 |
| ^ Данные о тиражах приведены только на основе сертификации. · Данные о продажах + прослушиваниях приведены только на основе сертификации. |               |           |